# Capelleta de Santa Teresa
La Capelleta de Santa Teresa és una obra de la Ràpita (Montsià) protegida com a Bé Cultural d'Interès Local.

## Descripció
Fornícula amb arc rebaixat situada al parament exterior d'un edifici, vora el balcó del primer pis. Emmarcada amb fusta, la imatge que hi conté segurament és de fusta i està policromada. Representa a la santa sostenint un llibre i una ploma, amb un colom blanc a l'espatlla.

## Història
La imatge fou restituïda després de la guerra civil de 1936-39.